# 钦兰委员会
钦兰委员会是缅甸事实上的自治地方钦兰邦的立法机关，成立于2023年12月6日，设于维多利亚营地。委员会实行一院制。有112名委员，其中68名为地方政府官员，27名为钦民族阵线官员，17名为前缅甸联邦议会议员。现任主席是普京宗。